# Aeroport de València
L'Aeroport de València, anomenat també Aeroport de Manises (codi IATA:  VLC , codi OACI:  LEVC) és un aeroport  espanyol gestionat per AENA, es troba a 7 km a l'Oest de València. Està situat entre els termes municipals de Manises i Quart de Poblet, s'ha convertit en un important centre de negocis i turisme, facilitant el desenvolupament econòmic de la zona.
És el segon aeroport del País Valencià després de l'Aeroport d'Alacant. L'any 2023 va registrar el màxim tràfic històric amb 9,94 milions de passatgers i 82234 operacions, acostant-se al límit de la seva capacitat actual, fixada a 10,5 milions de passatgers. El trànsit és un 50% nacional i un altre internacional. En abril de 2024 el govern espanyol va anunciar l'ampliació de l'aeroport, a la que s'oposen Manises, Quart i Xirivella. Fins a l'arribada de l'AVE a València en 2010, la ruta amb Madrid-Barajas recollia més del 20% dels passatgers de l'aeroport i que des de llavors ha perdut un 75% del passatge. La ruta nacional més transitada de l'aeroport a 2012 ha estat amb l'Aeroport de Palma. Altres destinacions nacionals d'importància són Madrid-Barajas, Sevilla,  Eivissa i Màlaga. També és important el trànsit internacional amb els països de la Unió Europea, sent  París-Charles de Gaulle,  Zuric,  Londres-Gatwick,  Bèrgam-Orio al Serio,  Roma-Fiumicino i  Amsterdam-Schiphol els països que aporten major nombre de passatgers.
L'aviació general té un lloc destacat dins de l'aeroport de València. Anualment, es produeixen nombrosos moviments d'aviació privada i els treballs aeris relacionats amb l'agricultura són molt importants en aquest aeroport. L'Aeroport de València alberga la base de l'aerolínia regional Air Nostrum, que opera amb la franquícia Iberia regional. L'aeroport forma part de la xarxa de 47 aeroports de AENA.

## Geografia física

### Ubicació
L'aeroport es troba a 7 km a l'oest de la ciutat València, en els termes municipals de Manises i Quart de Poblet. Altres nuclis importants de població, amb més de 50.000 en l'entorn d'aeroport són Sagunt (a 35 km) i Torrent (a 10 km).
Aquest entorn aeroportuari es troba fortament industrialitzat, amb nuclis molt propers a aquest, com els de Font del Gerro, Manises, Quart de Poblet i Vara de Quart.
L'aeroport presta servei a la província de València i en menor mesura a la província de Castelló, cal esmentar que aquesta és la principal entrada del turisme estranger cap a aquestes dues províncies, ja que el seu àmbit d'influència abasta a ciutats amb un gran potencial turisme de costa com pot ser Cullera, Gandia, Orpesa, Benicàssim, Vinaròs, Peníscola o Benicarló, a més d'altres ciutats amb una certa activitat industrial i agrícola com Ontinyent, Xàtiva, Alzira, Bunyol, Requena o Paterna.

### Relleu
La seva orografia està formada per una plana que descendeix suaument fins al llit del riu Túria. Té una altitud mitjana de 73 metres sobre el nivell del mar, i forma un triangle entre el riu Túria al nord, Quart al sud-est i Riba-roja de Túria a l'oest.

### Clima
La intensitat i la direcció dels vents, sol tenir un valor mitjà de 7 nusos amb components oest, est i sud-oest fonamentalment.
Els fenòmens meteorològics que ocorren amb més freqüència són: la pluja (el 17,81% dels dies de l'any), les tempestes (el 4,38% dels dies de l'any) i la boira (l'1,1%). No ha nevat ni granissat en cap ocasió. La temperatura de referència de l'aeròdrom, definida com la mitjana de les màximes del mes més calorós de l'any (el de major temperatura mitjana), és de 30 °C i correspon al mes d'agost.
Climatològicament es troba per sobre dels mínims d'operació de categoria I en un 99,2% de les ocasions, ja que hi ha visibilitat superior a 800 m altura de la base de núvols superior a 60 m.
Les característiques tèrmiques i pluviomètriques de l'àrea (al voltant de 18 °C i 459 mm de mitjana anual) i els alts índexs de visibilitat, concedeixen a l'aeroport un emplaçament privilegiat que li permet un ús eficaç, sobretot per l'excel·lent orientació de la pista de vol.

## Història

### Antecedents
La primera experiència aeronàutica que es va realitzar a València va ser el llançament d'un globus ple de gas, de 28 polzades de diàmetre, el dia 12 de març de 1784, a l'hort de Duclós i que va caure a quatre llegües de València.
Cent vint anys després tindrà lloc a Paterna el primer vol d'un aeroplà amb matrícula d'Espanya. El diumenge 5 setembre de 1909, l'aviador Juan Olivert es disposa a fer un vol amb l'aeroplà construït per l'enginyer Brunet amb la col·laboració financera de l'Ajuntament de València.
En 1910, s'organitza un concurs d'aviació en el camp de la Malva-rosa, on el 22 de maig realitza un primer vol Julien Mamet, i l'any següent, entre les celebracions de juliol, s'inclou la carrera aèria València-Alacant-València, a realitzar els dies 29 i 30 d'aquest mes.
Després de l'establiment de les primeres línies aèries postals a Espanya, la companyia Union Aérea Española, UAE, realitza alguns vols de prova a la línia Madrid-València al maig de 1926, mentre no és capaç de posar un servei de línia Madrid-Barcelona-València.

### Inicis
L'aeroport de València va començar a gestar-se amb la llei d'aeroports de 1927, que considerava de caràcter urgent la construcció d'un aeròdrom en aquesta zona. Per això, es va habilitar el port marítim per a la hidroaviació. El Pla de Línies Aèries de gener de 1928 declara d'interès general i d'utilitat pública les línies regulars Madrid-València i Barcelona-València-Alacant-Màlaga-Sevilla, ratificant l'obertura de l'aeroport valencià per a la navegació aèria comercial a abril de 1930.
Aquest interès de les autoritats aeronàutiques a l'aeroport valencià anima les institucions locals a construir en 1929 la Junta de l'Aeroport de València, presidida per l'alcalde de la ciutat, el marquès de Sotelo.
En un primer moment es va pensar ubicar l'aeroport en la llengua de terra que separa L'Albufera del mar i així poder utilitzar les instal·lacions tant per a avions terrestres com per a hidroavions. No obstant això, l'existència de diferents obstacles obligaren a pensar en una altra opció i, finalment, es va decidir construir l'aeroport en la localitat de Manises.
L'ordre de 30 de desembre de 1932 va regular els terrenys i les infraestructures inicials. L'obertura oficial de l'aeròdrom es produeix el 19 de març de 1933 i es declara duaner el 8 de setembre de 1934. El primer vol regular es realitza l'1 de setembre de 1934 amb la inauguració per LAPE de la línia Madrid-València.
Els serveis regulars se suspenen l'inici de la guerra civil espanyola, durant la qual Manises serà base dels avions de LAPE en els serveis amb Madrid i Barcelona i capçalera del sector aeri militar. Un cop finalitzada, el 27 de juliol de 1939 Iberia restableix la línia Madrid-València i, al mes d'agost, inaugura el seu servei València-Barcelona. La línia amb Madrid torna a tenir la seva prolongació a Palma al març de 1946, i al maig l'aeroport valencià és habilitat com a aeroport duaner.
Uns mesos després, el 12 de juliol, un decret obre oficialment l'aeroport de València a tota mena de tràfic nacional i internacional.
La primera pista afirmada -la 12/30- comença a construir-se l'estiu de 1946, utilitzant-xarxa metàl·lica coberta amb una capa de terra calcària sobre base de pedra piconada. Entre 1948 i 1949 es posen en marxa les obres de construcció i afermat de les pistes 12/30 i 04/22 i la construcció d'una petita plataforma d'estacionament.
En 1953, es construeix un carrer que enllaça la capçalera 30 amb l'estacionament d'aeronaus i, l'any següent, una de rodatge paral·lela a la 12/30 per al servei d'aviació militar.
Pocs anys després, al setembre de 1955, s'instal·la a Manises l'Ala núm. 1 de Caça, primera unitat espanyola que compta amb els avions de reacció F-86 Sabre. L'aeroport estava classificat com de tercera categoria administrativa.
Al febrer de 1958, s'aprova l'ampliació de la pista 12/30 i la rodada en l'extrem nord-oest amb les seves corresponents zones de parada i la instal·lació de llums d'aproximació. Des del 10 de juliol de 1958 València compta amb tres línies regulars, València-Eivissa, València-Sevilla i València-Màlaga, servides totes elles per Iberia.
L'aeroport és considerat de primera categoria a partir de gener de 1962; al cap de tres anys canvia la seva denominació oficial, i passa a denominar-se Aeroport de València.
En 1983, s'inaugura el nou terminal de passatgers que substitueix el construït a mitjans dels seixanta. La innovació més gran del nou edifici és la utilització de l'energia solar mitjançant panells solars.
El 31 de juliol de 1999 es va tancar la base militar de Manises.

### Present
Amb motiu de la celebració de la Copa Amèrica, durant 2007, es van executar importants actuacions en infraestructures tant en l'àrea terminal com en el camp de vol. Així, al març de 2007 va entrar en funcionament un nou edifici terminal per a aviació regional, connectat amb la terminal principal (T1) pel costat est. El nou edifici, amb una superfície total aproximada de 12.000 m², permet el trànsit de passatgers entre les dues terminals i compta amb accés directe des de l'exterior. Aquest mateix any s'inaugurà una pista de rodatge paral·lela a la dreta de la 30/12 per a rodatge a la pista 12, i s'inaugurà el ILS de la pista 12. Amb motiu de les obres d'ampliació, en 2008 es clausura la pista 04/22, on passen a ubicar les instal·lacions necessàries per al servei a helicòpters.
L'aeroport ha rebut crítiques pels experts del sector, ja que des que es va instal·lar Ryanair al novembre de 2004, aquesta ha aconseguit concentrar més del 40% dels passatgers totals de l'aeroport. A 2008 a causa de les desavinences amb la Generalitat Valenciana, Ryanair va tancar la seva base, el que va produir la pèrdua d'una quantitat notable de passatgers i 750 llocs de treball a l'aeròdrom, fins a la seva reobertura el 2010.
El 2009 la companyia americana Delta Air Lines va inaugurar el primer vol transatlàntic sense escales a Nova York, fruit de l'acord de la companyia amb la Generalitat Valenciana i altres entitats. Amb la nova estratègia de Delta Air Lines per reduir la seva capacitat transatlàntica, el 2013 es va cancel·lar l'única ruta transoceànica de l'aeroport amb destinació Nova York, malgrat el seu èxit comercial amb un volum de 35.000 passatgers i una mitjana del 80% d'ocupació en cada viatge.
Al juliol de 2012 es va inaugurar una segona ampliació, pel costat est, de l'edifici terminal (T2) amb vint taulells més de facturació i una nova sala de recollida d'equipatges.

### Principals Aerolínies (2012)

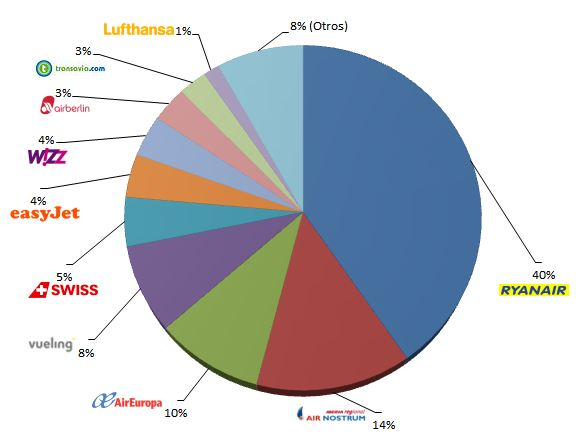
Distribució dels passatgers en les principals aerolínies de l'aeroport.

## Pla director de l'aeroport de València-Manises
S'estan executant en l'actualitat importants obres de millora per poder acollir l'increment d'operacions que des de l'any 2001 augmenten, gràcies al turisme que atrauen les ciutats de València i Castelló de la Plana, i voltants, i a les companyies de baix cost, que des de 2003 operen des de Manises amb una gran quantitat de destinacions.
L'any 2007, l'aeroport de València va registrar un tràfic de 5.929.916 passatgers, és a dir, gairebé un milió més que l'any anterior (el que suposa un augment del 19,3%), 96.591 operacions (que créixer un 19,7%) i 13.367 tones de mercaderies. Aquest creixement ha superat les previsions de creixement que havia elaborat el Ministeri de Foment que no tenia previst que se sobrepassaren aquestes xifres fins al 2015. Encara que amb l'arribada de l'alta velocitat (AVE) el 2010, la ruta València-Madrid ha perdut el 75% del passatge, sent la ruta amb major nombre de passatgers de l'aeroport, a més de la crisi econòmica, ha produït que en els últims quatre anys l'aeroport perdés més d'un milió de passatgers.

### Les obres d'ampliació finalitzades el 2007
- Ampliació de la pista 30-12 de 2700-3200 m.

- Ampliació carrer de rodadura 'NOVEMBER' (N3 + N4) fins a la capçalera de la 12.

- Llindar de la pista 30 ampliat 300 m.

- Ampliació de la rampa de càrrega.

- Ampliació de la plataforma de passatgers.

- Nova terminal per a vols regionals.

- Estació de metro que connecti l'aeroport amb la ciutat de València.

### Les obres d'ampliació finalitzades el 2012

#### Camp de Vol
- Carrer de sortida ràpida a 1.950 m de llindar 12 per a aeronaus Tipus C.
- Adequació a les NTAC.
- Rodadura davant plataforma estacionament d'aeronaus i reconfiguració carrer A-1 per a adequació a normes.
- Carrer de sortida ràpida a 1.700 m de llindar 12 per a aeronaus tipus C-VIII.
- Carrer de sortida ràpida a 1.425 m des de capçalera 12 per a aeronaus d'aviació general.
- Carrer de sortida ràpida a 1.575 m des de capçalera 30 per a aeronaus d'aviació general.
- Acondicionament de carrer de rodatge T-0 per a lloc estacionament aïllat.

#### Plataforma
- Ampliació de la plataforma d'estacionament d'aeronaus en zona est per Aviació Executiva.

#### Zona de passatgers
- Ampliació Edifici Terminal per costat est del terminal actual (T2).
- P4 en alçada i acondicionament de zona d'activitats complementàries i de mitjana per al trànsit de passatgers.
- Zona de borsa de taxis, busos i dipòsit de vehicles retirats per grua. Nous accessos dels vials i modificació de rotondes.
- P1-bis en alçada.
- Reconfiguració i ampliació pàrquing juliol.
- Vials i aparcament associat (P3) al condicionament de plataforma d'Aviació Executiva.

#### Zona d'aviació general
- 2 passarel·les i equips de servei per a aeronaus.
- Trasllat dipòsits de combustible a zona antic aeroclub.
- Sortidor de combustibles per Aviació General.

#### Zona de serveis
- Ampliació edifici càtering en zona activitats complementàries.

#### Navegació Aèria
- Reubicació del sistema ILS CAT I pista 30 per adequar RESA (Àrea de seguretat d'extrem de pista). Adequació àrees crítiques i sensibles.
- Nou TACC (Centre de Control d'Àrea Terminal).
- Actualització de l'equipament SACTA a TWR.
- S.E.O. d'un sistema VICTOR per a la TWR.
- Centre d'emissors alternatiu per TACC i TWR.
- Sistema de comunicacions per a nova TWR.

## Transport i accesos

### Carretera
L'accés per carretera es fa des de l'autovia 
 V-11 , que connecta la 
 A-3  (Autovia de Madrid a València) amb la 
 V-31  .

### Autobús
L'Aeroport de València disposa d'estació d'autobusos on efectua parada entre elles la línia d'Autobusos Metropolitans de València (MetroBus).
- 150 València ↔ Mislata ↔ Quart de Poblet ↔ Manises ↔ Aeroport de València.

### Metrovalencia
Uns vuit trens per hora (dies feiners, sis per hora caps de setmana) connecten l'aeroport amb les principals estacions de la ciutat de València. El trajecte fins a l'estació de Xàtiva és d'uns 20 minuts, l'estació es troba en ple centre de València i just al costat de l'estació València-Nord. El primer tren de l'aeroport cap a València ix a les 05:27 de dilluns a divendres, els dissabtes a les 05:47 i a les 06:28 els diumenges i festius. L'últim tren des de l'aeroport cap a València parteix a les 23:57 de dilluns a divendres, a les 00:27 els dissabtes (matinada del diumenge) i 23:27 els diumenges.
L'estació forma part de zona tarifària D des de 2012, anteriorment havia pertanygut a la B.
Actualment aquesta estació és la capçalera de les línies  i  de Metrovalencia.

### Taxi
Existeix una parada de taxis prop del vestíbul d'arribades. Els taxis solament traslladen 4 persones per cotxe.